# 沈清传
《沈清传》，是在朝鲜民间传说的基础上加工成书的小说，与《兴夫传》、《春香传》一起被称为朝鲜三大古典名著。

## 故事概要
孝女沈清出生七天后丧母，与盲父沈学圭相依为命，艰难度日。他们受了梦云寺僧人的欺骗，相信捐献三百石供米求助神灵，能使盲人重见天日。沈清决心作自我牺牲充当投海祭神的供品。沈清的孝心感动了上苍。沈清得救并做了王后，父女重逢。沈学圭也双目复明。。

## 沈清原型
韩国出版的《观音寺缘起说话》等书籍认为沈清原型是百济国人元奉事之女元洪庄，生于今韩国全罗南道谷城郡梧谷面。洪庄为报盲父养育之恩，捐身弘法寺，寺僧性空法师以“两船值钱的货物”将她卖给来百济经商的西晋富商沈国公（今浙江省普陀区沈家门人）为妻，沈国公把她带到婆家后，改其名为沈清。沈清不忘在故乡的盲父，为使父亲重见光明，她把569尊观音等佛像运往百济观音寺，极有可能与一般的商人或求法僧的情况一样，利用了丈夫沈国公的商船或浙东商人的船只。